# Flugwerft Schleißheim

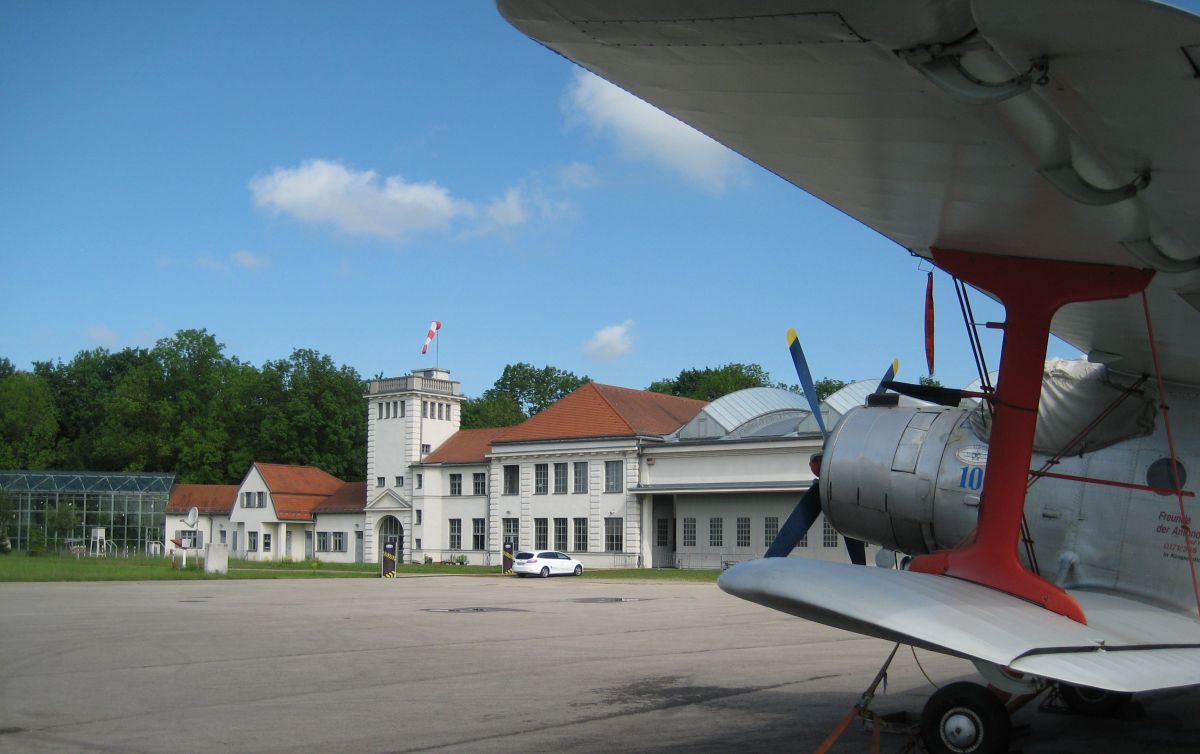
Alte Werfthalle und Kommandantur, gebaut zwischen 1912 und 1918

Neue Werfthalle, Neubau 1992

Die Flugwerft Schleißheim (vollständiger Name: Deutsches Museum - Flugwerft Schleißheim) ist ein Luftfahrtmuseum und eine Außenstelle des Deutschen Museums in der Münchner Nachbargemeinde Oberschleißheim auf dem Gelände des Flugplatzes Schleißheim. Das Museum wurde von Reichert Pranschke Maluche Architekten, heute prpm, entworfen und am 18. September 1992 eröffnet.
Im Museum  werden verschiedene Exponate aus dem Themengebiet Luft- und Raumfahrt gezeigt. Darunter sind verschiedene Flugzeuge, Hubschrauber, Motoren und Triebwerke. Außerdem sind unterschiedliche Bord- und Ausrüstungsgegenstände und ein Flugsimulator ausgestellt. Des Weiteren gibt es eine gläserne Flugzeugwerkstatt, wo die Besucher von einer Galerie bei der Restaurierung von Flugzeugen zuschauen können. Sie befindet sich teilweise in den restaurierten Gebäuden aus der Zeit der königlich-bayerischen Fliegertruppe (1912–1919) und einer 1992 neu errichteten Ausstellungshalle.
Alljährlich findet auf dem Gelände der historischen Flugwerft der beliebte Oldtimer Fly-In statt.
Andere Verkehrsmittel sind im Verkehrszentrum des Deutschen Museums auf der Theresienhöhe in München ausgestellt.

## Exponate

### Propellerflugzeuge
- Antonow An-2, 1965
- Bölkow 209 Monsun, 1971
- Bücker Bü 181 Bestmann, 1944
- Cessna 195, 1948
- Dornier Do 24 T-3, 1943
- Douglas C-47D (DC-3), 1944
- Fairchild F-24 W46, 1946
- Fieseler Fi 156 C, 1939

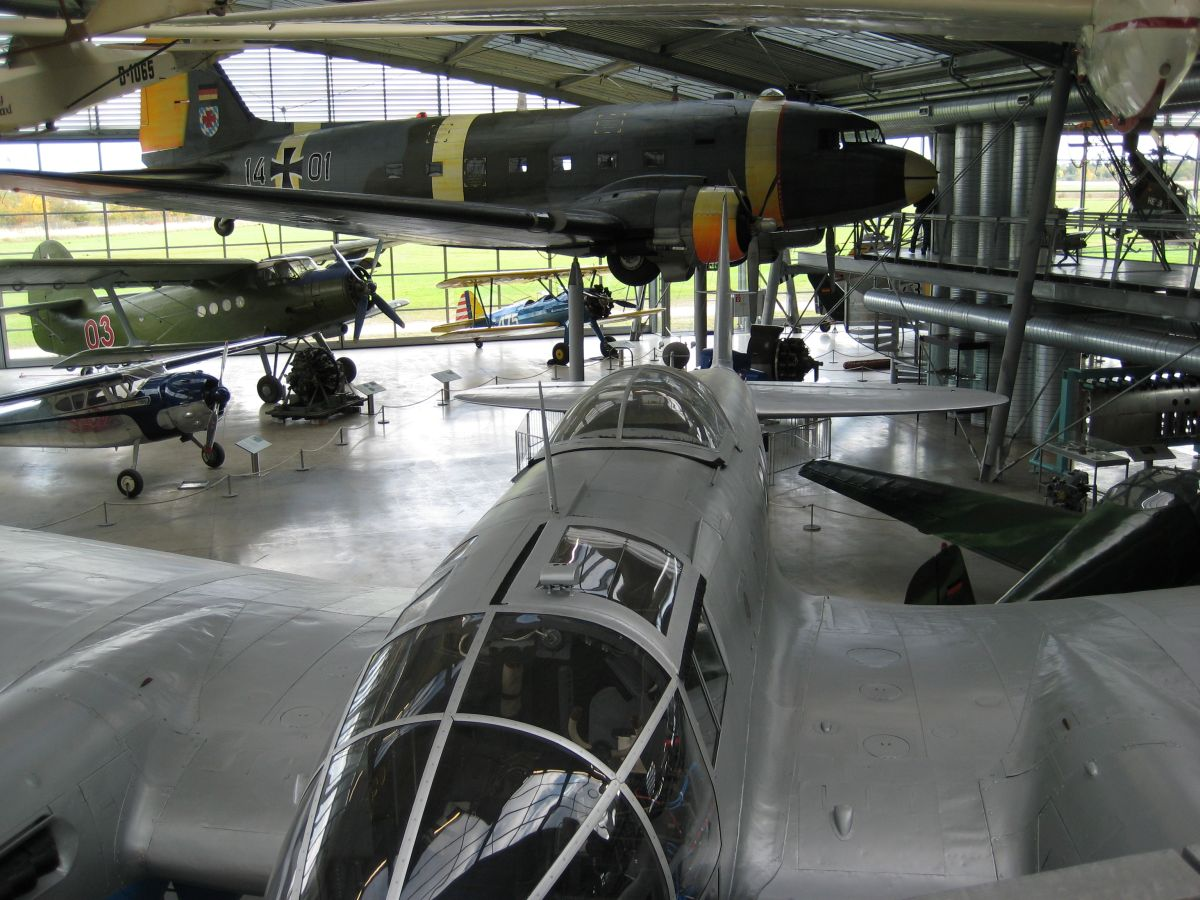
Neue Werfthalle, vorderer Bereich

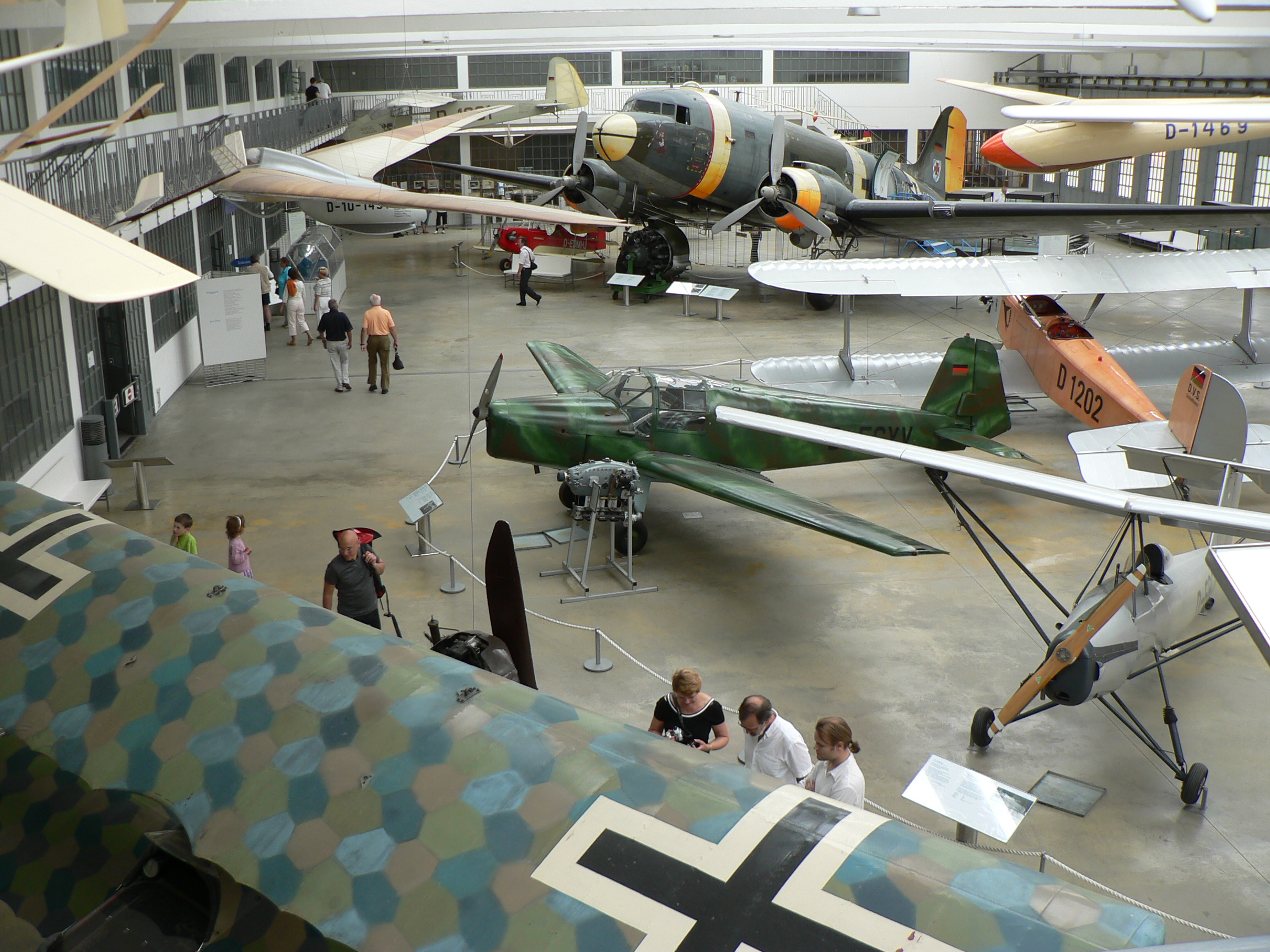
Alte Werfthalle

- Focke-Wulf Fw 44 J Stieglitz, 1939
- Fokker D.VII, 1918
- Heinkel He 111 (CASA 2.111B), 1950
- Lancair IV, 1991
- LET Z-37 A Čmelák, 1969
- LF 1 Zaunkönig, 1943
- MBB 223 Flamingo PFM, 1979
- Müller DDMH 22 (Eigenbau), 1999
- Pützer Motorraab, 1957
- Raab Krähe IV, 1964
- Rochelt Musculair 2, 1985
- Udet U 12 Flamingo, 1925 (Nachbau 2004)
- Ultraleichtflugzeug Arco, 1985
- Ultraleichtflugzeug Ranger M, 1980
- Valentin Taifun 17E, 1985
- Vollmoeller-Motorflugzeug, 1910
- WACO YKS-6, 1936
- Jakowlew Jak-50, 1979

### Segelflugzeuge
- Akaflieg Karlsruhe AK-1, 1971

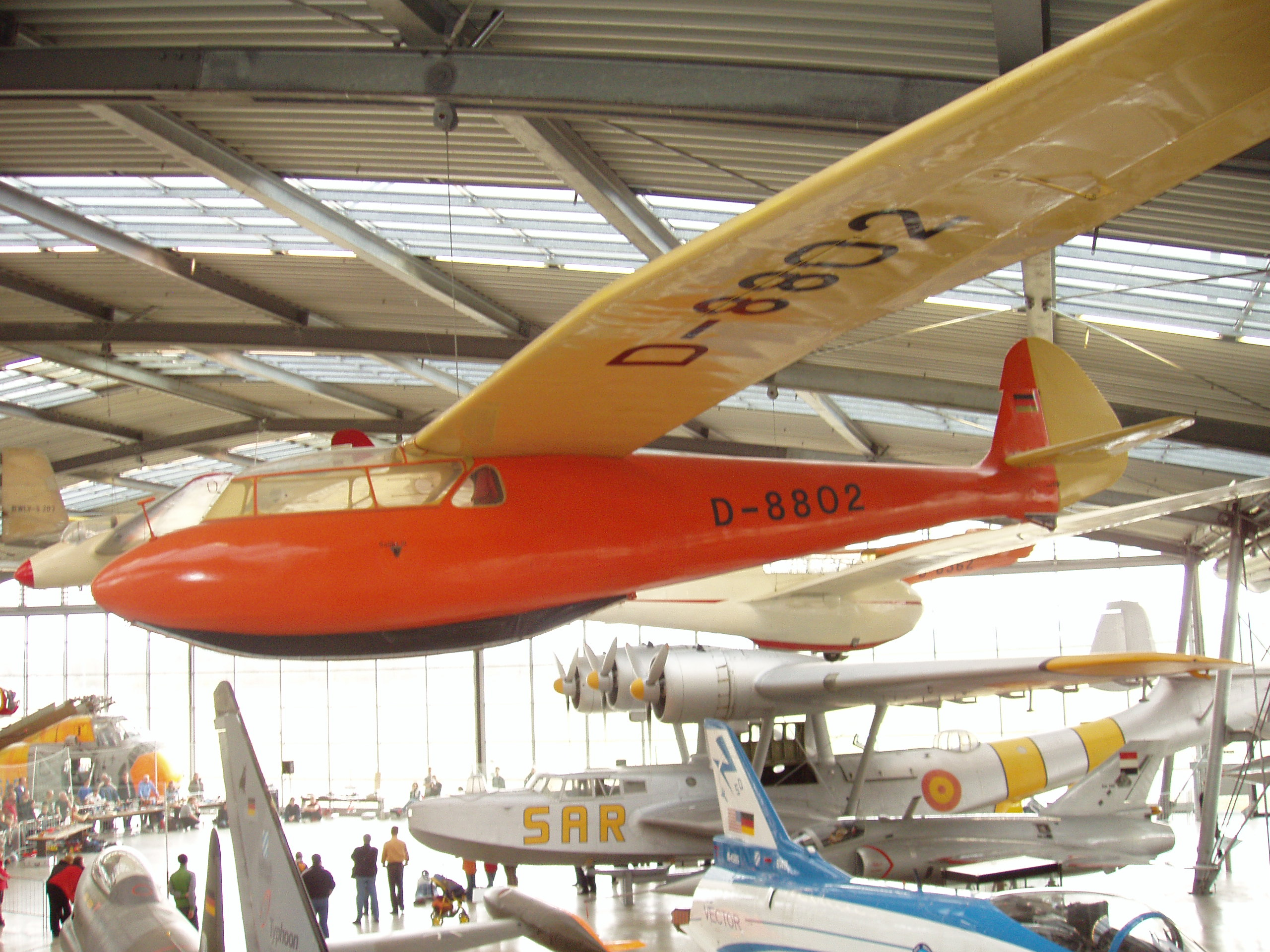
Condor IV

- Akaflieg München Mü 10 Milan, 1934
- Akaflieg München Mü 27, 1979
- Akaflieg Stuttgart fs-29 TF, 1975
- Bölkow Phoebus C, 1967
- Condor IV, 1952
- Doppelraab IV, 1953
- Fauvel AV-36 CR, 1957
- Goevier III, 1952
- Grunau Baby IIb, 1944
- Horten H IV, 1943
- Hütter H 17, 1942
- Kaiser Ka 1, 1960
- Kranich II, 1942
- Olympia Meise, 1959
- Scheibe Mü 13 E Bergfalke I, 1952
- Schulgleiter SG-38, 1939
- Slingsby T-38 Grasshopper, 1960
- SZD-9 bis 1E Bocian, 1970
- Wolfmüller Gleitflugapparat, 1907

### Strahlflugzeuge
- EADS / Boeing X-31, 1991
- Eurofighter EF-2000 DA 1, 1994
- Hispano Aviacion HA-300, 1964

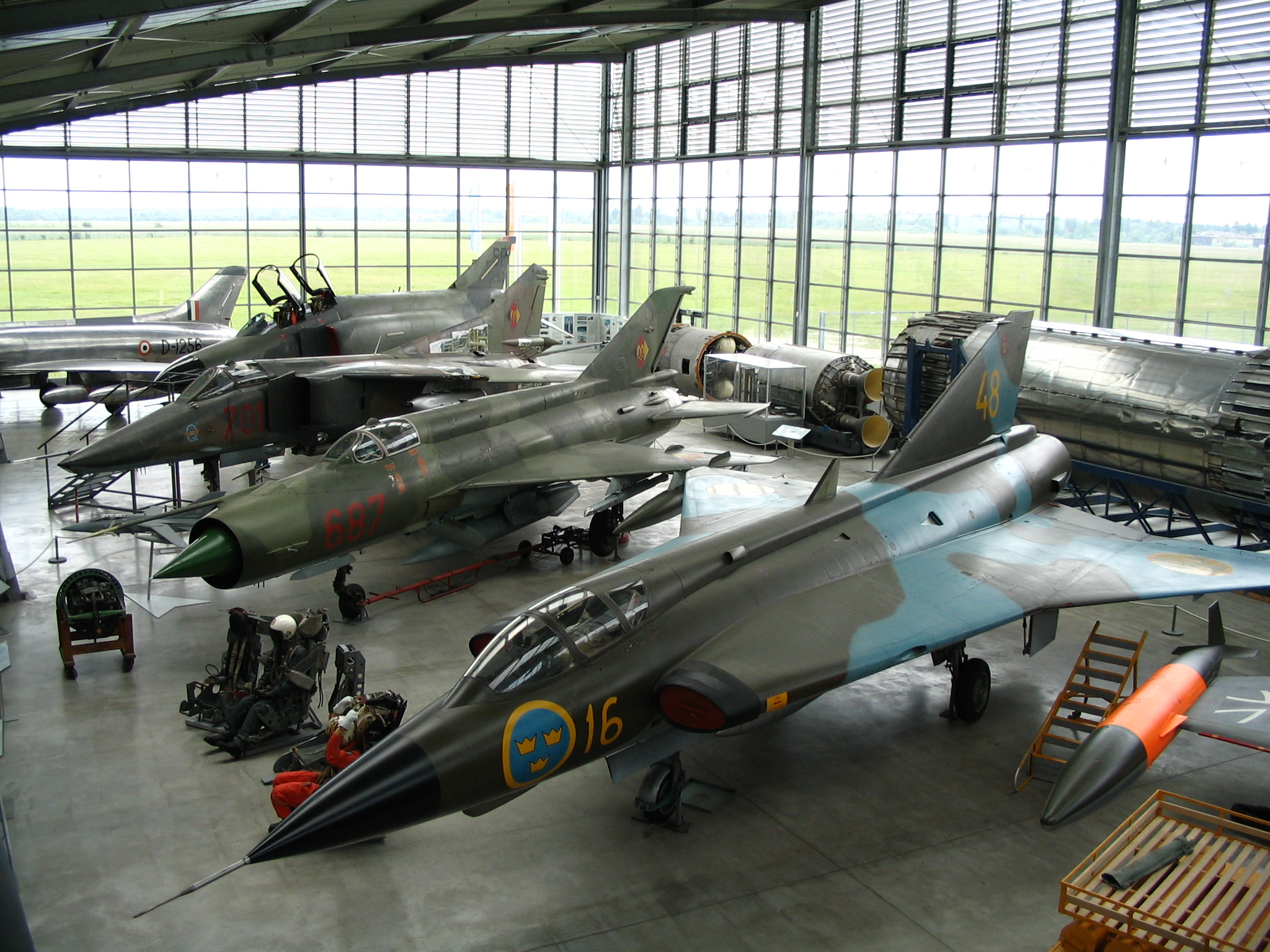
Neue Werfthalle, hinterer Bereich

- Hindustan Aeronautics Ltd. HAL HF 24 Marut, 1964
- Lockheed T-33A, 1954
- Lockheed F-104F Starfighter, 1959
- McDonnell Douglas F-4E Phantom II, 1968
- Mikojan-Gurewitsch MiG-21 MF, 1972
- Mikojan-Gurewitsch MiG-23 BN, 1980
- North American F-86 (Canadair CL-13 B Sabre Mk 6), 1957
- VFW 614, 1977
- Panavia Tornado IDS, 1985[3]
- Saab J 35A Draken, 1961

### Hubschrauber
- Bell UH-1D, 1970
- Kamow Ka-26, 1970
- RHCI Mini-500, 1999
- Sikorsky S-58 (H-34 G), 1963
- SNCASE S.E. 3130 Alouette II, 1961
- Volocopter VC200, 2016

### Senkrechtstarter

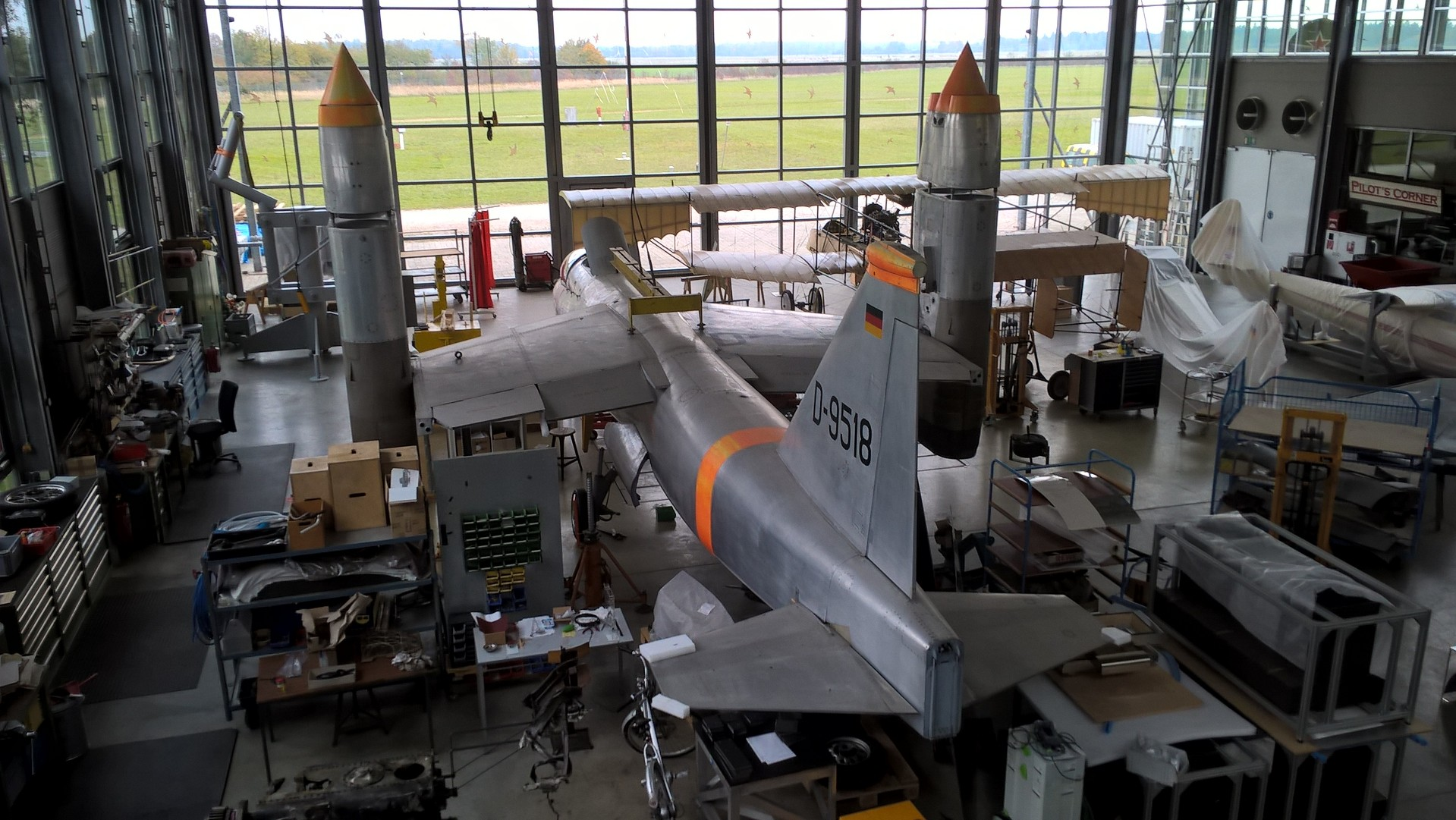
Senkrechtstarter VJ 101 mit geschwenkten Triebwerken in der Restaurationswerkstatt

- Senkrechtstarter VJ 101 mit geschwenkten Triebwerken in der RestaurationswerkstattDornier Do 31 E-3, 1967

- VFW-Fokker VAK 191 B, 1970
- VJ 101, 1963

### Hängegleiter
- Flight Design Exxtacy, 1999
- Huber Alpengleiter, 1972
- Laser 12.8, 1992
- Lilienthal Normal-Segelapparat, 1894 (Nachbau 1958)
- Pelzner-Hängegleiter, 1920 (Nachbau 1960)
- Super Gryphon, 1980

### Unbemannte Luftfahrzeuge
- Cassidian Barracuda, 2006
- Dornier Aerodyne E1 (Drohne), 1972
- QinetiQ Banshee (Zieldarstellungsdrohne), 1983

### Raketen
- Raketenmotor A4 (V2), 1944
- Europa-Rakete (drei Stufen), 1971
- Ariane 5, MAN Gehäuseteil der Starthilfsrakete (Booster), 1990

### Triebwerke
Kolbenmotoren
- Körting 8 SL 116, 1908
- Rumpler Aeolus, 1910
- Argus Typ 4, 1912
- Mercedes D III, 1918
- Wright-Lawrence L 4, 1920
- BMW M2 B15, 1920
- Salmson AD 3, 1923
- Haacke HFM 3, 1924
- Farman 12 WE, 1925
- Junkers L 5, 1925
- Hirth HM 60, 1931
- BMW 132A, 1933
- Argus A 17a, 1933
- de Havilland Gipsy Major, 1934
- Hirth HM 504, 1935
- Walter Mikron 4-II, 1936
- Jumo 211F, 1941
- Daimler-Benz DB 610, 1942
- BMW 801 TJ, 1944
- BMW 803, 1944
- Pratt & Whitney Twin Wasp, 1950
- Pratt & Whitney Wasp, 1953
- Alvis Leonides, 1960
- Lycoming GO-480, 1965
- Lycoming TIO-360, 1979
- Porsche PFM 3200, 1984

Strahltriebwerke
- Klimow RD-45, 1950
- Allison J33 A, 1953
- Wright J65, 1955
- Avro Canada Orenda 14, 1957
- Bristol Orpheus 703, 1960
- Rolls-Royce RB 162, 1962
- RR / MTU RB 145R, 1963
- General Electric J79, 1964
- RR / MTU RB 193, 1965
- RR / Snecma M 45 H, 1971
- Tumanski R-29, 1980

Propellerturbinen

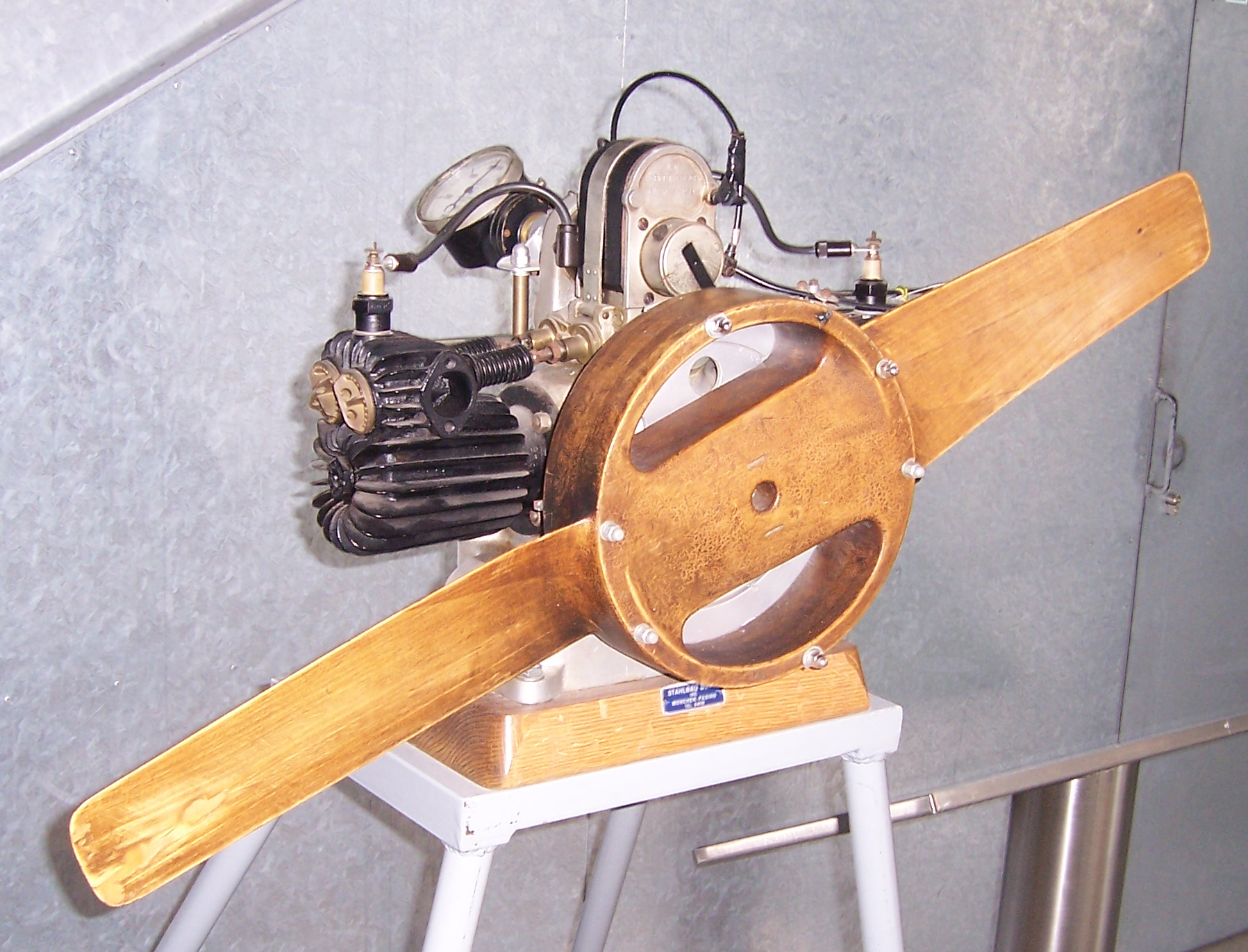
BMW M2 B15

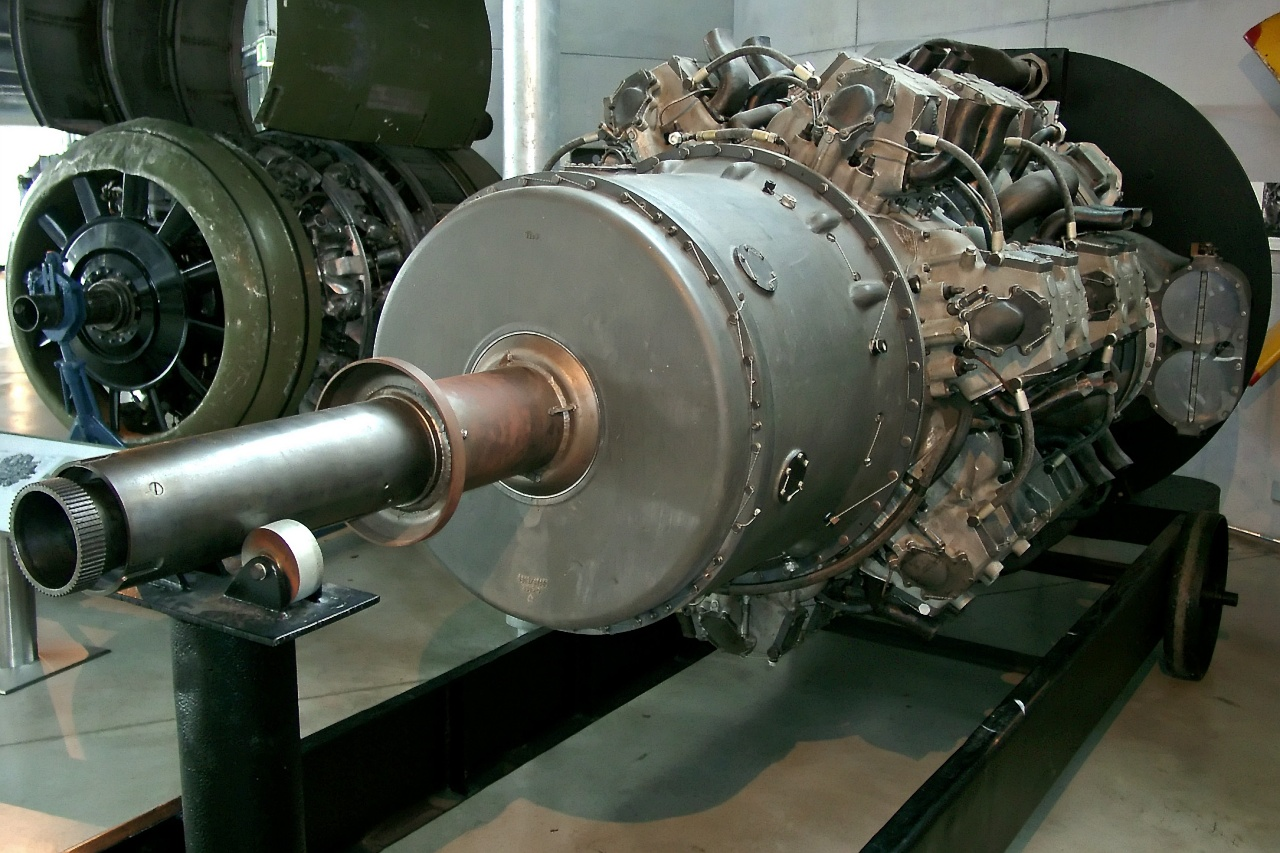
BMW 803

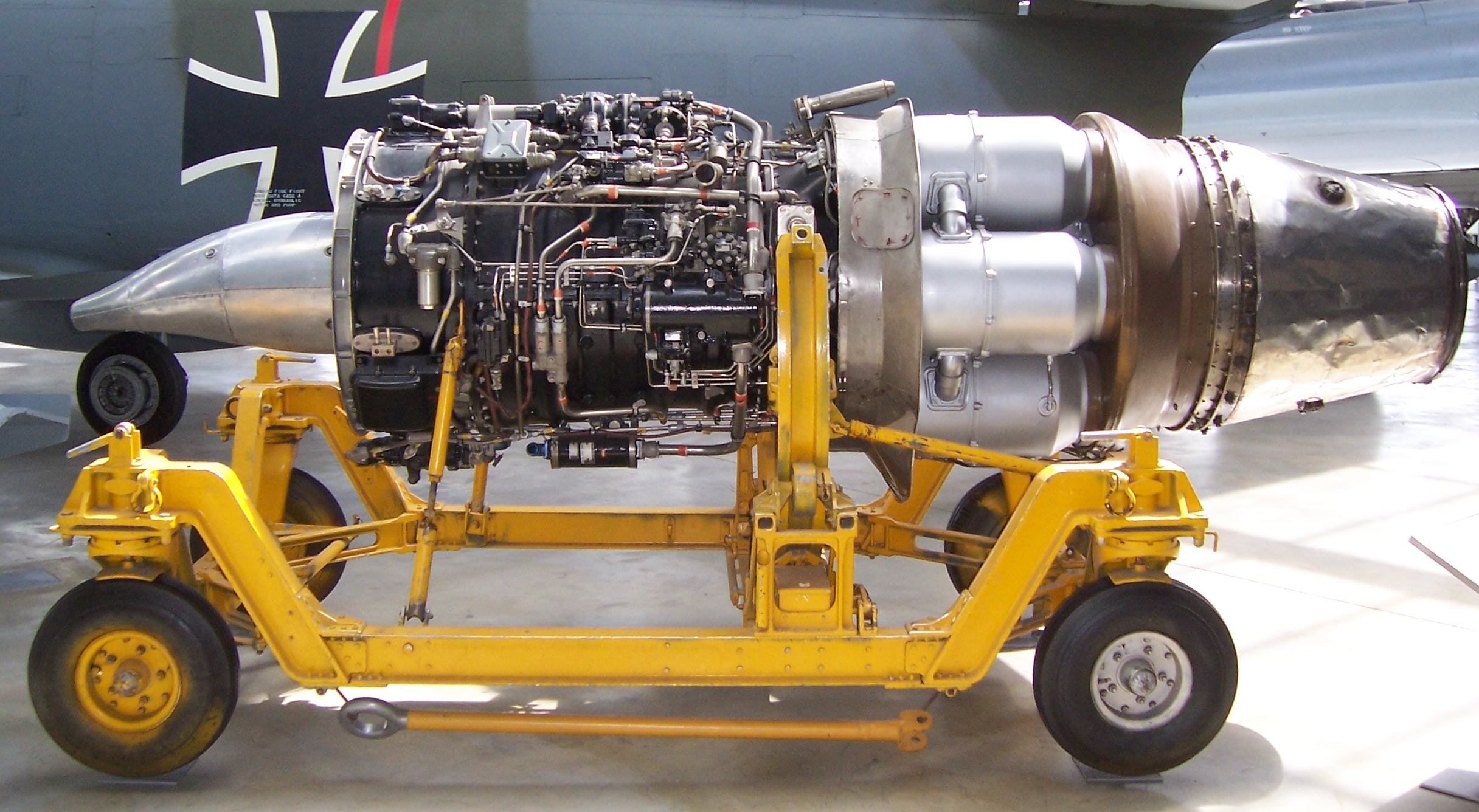
Avro Canada Orenda 14

- Armstrong Siddeley Double Mamba, 1960
- Lycoming T53, 1961